# Скрипки (Новосокольнический район)
Скрипки — деревня в Новосокольническом районе Псковской области России. Входит в состав  Насвинской волости.

## География
Расположена в 25 км к северу от города Новосокольники и в 9 км к югу от волостного центра, деревни Насва, на реке Колотиловка (приток реки (восточная) Насва).

## Население
| 2001 | 2002 | 2010 |
| ---- | ---- | ---- |
| 51   | ↗53  | ↘41  |

Численность населения деревни по оценке на начало 2001 года составляла 51 житель.
Дальняя окраина села имеет название Часовня. Эта часть села находится на расстоянии 700 метров от основного поселения и до Великой Отечественной войны там находилась местная часовня.